# 何俊 (道光進士)
何俊（1797年—1858年），字晋孚，号亦民，嘉庆丁已（1797）年八月二十一日（卯）时生。今安徽省望江县吉水镇人。清朝政治人物、同進士出身。官至江苏布政使，署理江苏巡抚，从二品。咸丰八年（1858年）去世，享年六十二岁。著有《梦约轩诗文集》

## 生平
道光二年（1822年），鄉試中舉；道光九年（1829），登進士，翰林院庶吉士，授工部营缮司主事。道光二十年（1840年），擔任廣西桂林府知府，署桂平梧郁盐法道。历任南河海阜海防同知、廣西桂林府知府、直隶大顺广兵备道、江苏督粮道、两淮盐运使、江宁布政使。咸丰六年（1856年）官至江苏布政使，署理江苏巡抚，从二品，是主管江苏全省民政和财政的最高官员。何俊重视教育，乐施善举，调任桂林时，道经里门，曾捐资重修县儒学两庑。同年又捐学田143亩，为家乡培育人才。著有《梦约轩诗文集》。
何俊在江苏的十多年，恰值清政府在财政赋税制度方面推行一系列重大措施，采取了增加盐税、开征厘金（征收商品通过税）、实行亩捐（按亩征收田赋附加税），以及在金融方面增发通货等。何俊在江淮扬徐通海等地每每主其事，并“举劾所属之贤否”，在全国最富庶的地区卓有成效地增加了清政府财政收入（见《江苏省通志稿》、同治年间《续纂江宁府志》等）。咸丰七年（1857年）调北京后致仕，次年（1858年）62岁时病逝于京。由于清廷认定他政绩突出，给予正一品封典，晋封光禄大夫。但其时南京为太平天国“天京”，苏南苏北一带清政府军与太平军激战正酣，因此何俊灵柩暂存京城长达八年，直到同治五年（1866年），太平军全军覆灭后，才得以运回江苏。同治十二年（1873年），安葬于江苏句容华山。时姻亲李鸿章为何俊书写了墓志铭，署名武英殿大学士 直隶总督 一等肃毅伯 姻愚弟 李鸿章。墓志铭镌刻在何俊的墓碑上。宣统三年迁葬于上海县西乡张虹桥。

## 墓志铭
《清封光禄大夫何公墓志铭》
武英殿大学士 直隶总督 一等肃毅伯 姻愚弟 李鸿章
公讳俊，字亦民，安徽望江人，曾祖浩杰，祖懋音，考光第，本生祖懋糈，考光泽，皆潜德，未仕。及公贵赠封各如例。
公少值贫困，笃志厉学，道光壬午举于乡，己丑成进士，选庶常改工部揀发河南，官海防海阜同知，调办祥符大工，事成赏戴花翎，曹文正公麟河帅庆，先后荐公人才治行可大用，遂受成庙知，擢桂林府知府，时海内方承平，公檄毁淫祠、严捕盗、禁矿厂、思患预防靡政不举，升直隶大顺广道，行联庄法以清盗源，盗辄远徙，境内大治。
未几，以奉讳归里，咸丰壬子，服阕，授江苏督粮道，时粤贼将谋北窜，运道多梗，当事者议由海运，公忧卹船丁裁汰冗费军储民食，遂以兼裕。擢署江苏布政使，时催科迫促支应繁猥公开诚布公，事多克济，又调署江宁布政使，旋补授两淮盐运使，未之任，复补授江苏布政使。治如前，以筹饷事与经略意忤，屡疏劾公误饷，显庙知公久章寢不报。厥后，复以年老言天子重，远经略意谕公来京，遂致仕。
逾年，公感疾，卒于京，是为戊午九月二十四也，初公去任诸当道皆事更张，不数月，营卒饥溃，苏常名郡相继沦陷，至是，思及公之宽政所顾持全局为不可得已。公本生弟三人，皆早世，抚诸孤如己子，生平质直好义，尝捐置祭田学田以恤同宗，惠多士，倡建望江试馆于京师。邑中大兴作若黉宫考棚节孝总坊，沿江长堤皆不吝重金佽成之，其敦行好善多类此。距生嘉庆二的八月二十一日，享年六十有二，娶陈夫人先公二年卒，侧室任夫人、程恭人，子震錞，监生，陈出，早卒。维键，湖北补用道署盐法武昌道加运使衔。维钥，户部郎中，俱任出。维釬，候选郎中，早卒。恩锡殇，俱程出。孙声瀚，候选员外郎，震錞出，早卒。声灏、声燝、声润，维键出。声树、声培，维钥出。均幼。同治丙寅，公之喪至京师，癸酉十月二十九日卜葬于句容华山之原，以陈夫人合附。
铭曰：忠贞克笃，劳勚不辞，维此心迹，用达主知，从容去位，民歌吏思，寿不称德，悼夫惠慈，华山之阜，北江之湄，宅兹佳穴，千载攸宜。